# Olga Melnik
Olga Melnik (n. 12 mai 1974, Sovetsky⁠(d), RSFS Rusă, URSS) este o biatlonistă ce a reprezentat Rusia, medaliată olimpică. A participat la o ediție a Jocurilor Olimpice (1998) în care a câștigat o medalie de argint.

## Participări
Lista de mai jos prezintă principalele competiții la care a participat Olga Melnik de-a lungul carierei.
- biathlon at the 1998 Winter Olympics – women's relay[*]